# Burschenschaftsdenkmal (Jena)

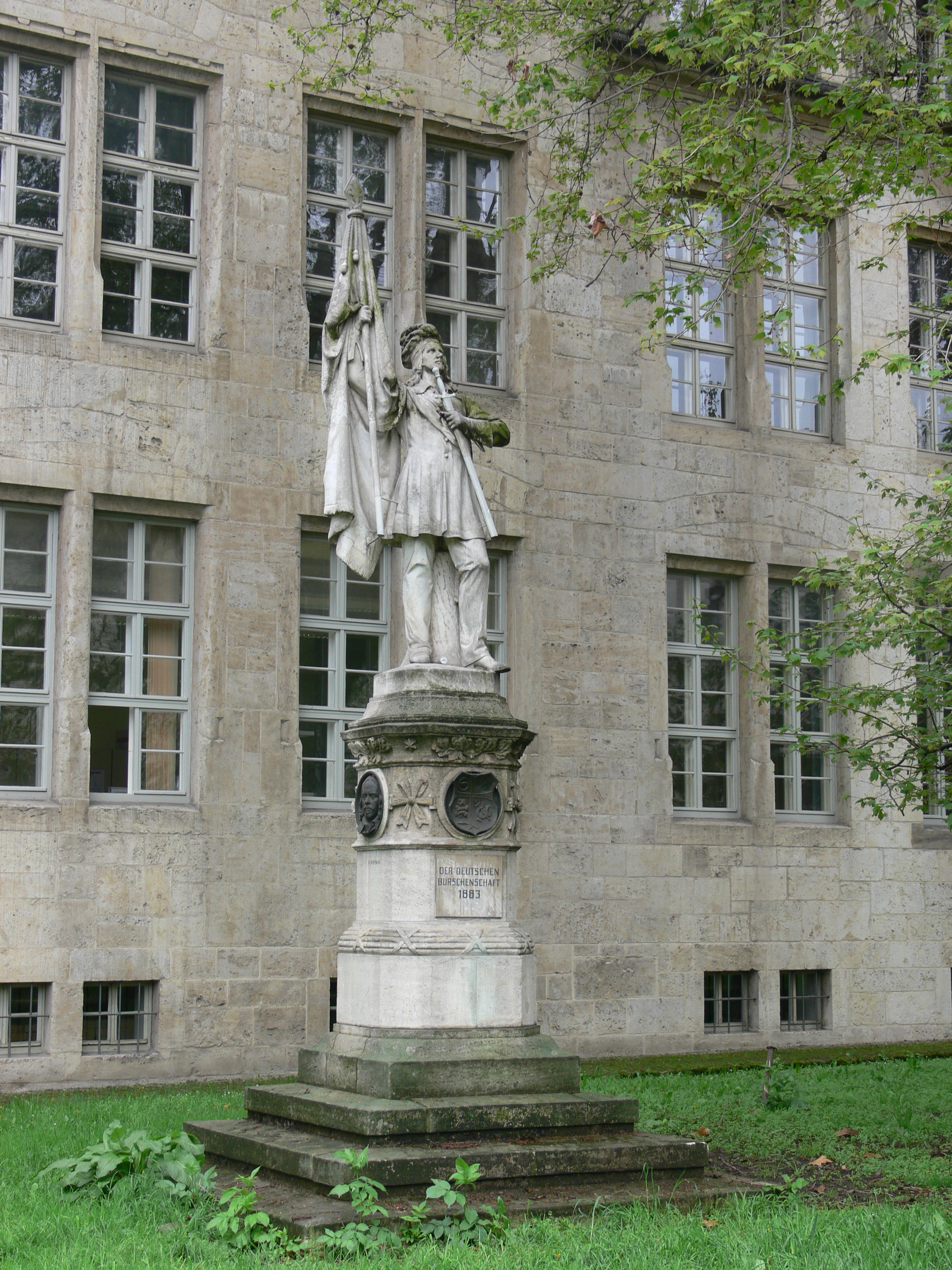
Burschenschaftsdenkmal vor Universität im Jahr 2010

Das Burschenschaftsdenkmal in Jena wurde am 12. Juni 1883 zum Gedenken an die Gründung der Urburschenschaft von 1815 auf dem historischen Eichplatz vor der Burschenschaftseiche (1816–1968) errichtet. Seit 1951 ist der Standort vor dem Hauptgebäude der Universität.

## Beschreibung
Das von Adolf von Donndorf geschaffene Denkmal hat eine Gesamthöhe von 5,50 Meter. Die 3,30 Meter hohe Skulptur aus einem Block Carrara-Marmor stellt einen hoch in die Ferne blickenden Studenten in der 1819 verbotenen Altdeutschen Tracht dar. In der rechten Hand hält er die Fahne der Urburschenschaft, in der linken – vor der Brust – das Burschenschaftsschwert. Die Fahne trägt die Inschrift „Von den Frauen und Jungfrauen zu Jena am 31. März 1816“, das Schwert die Inschrift „Fürs Vaterland“. Der Sockel ist aus Jenaer Kalkstein gefertigt, am oberen Rand geziert mit einem Eichenlaubfries. Darunter befinden sich vier Bronzemedaillons, welche das Wappen der Urburschenschaft sowie deren drei Mitbegründer Karl Hermann Scheidler, Heinrich Riemann und Carl Horn zeigen, und die Widmung „Der Deutschen Burschenschaft 1883“.

## Geschichte

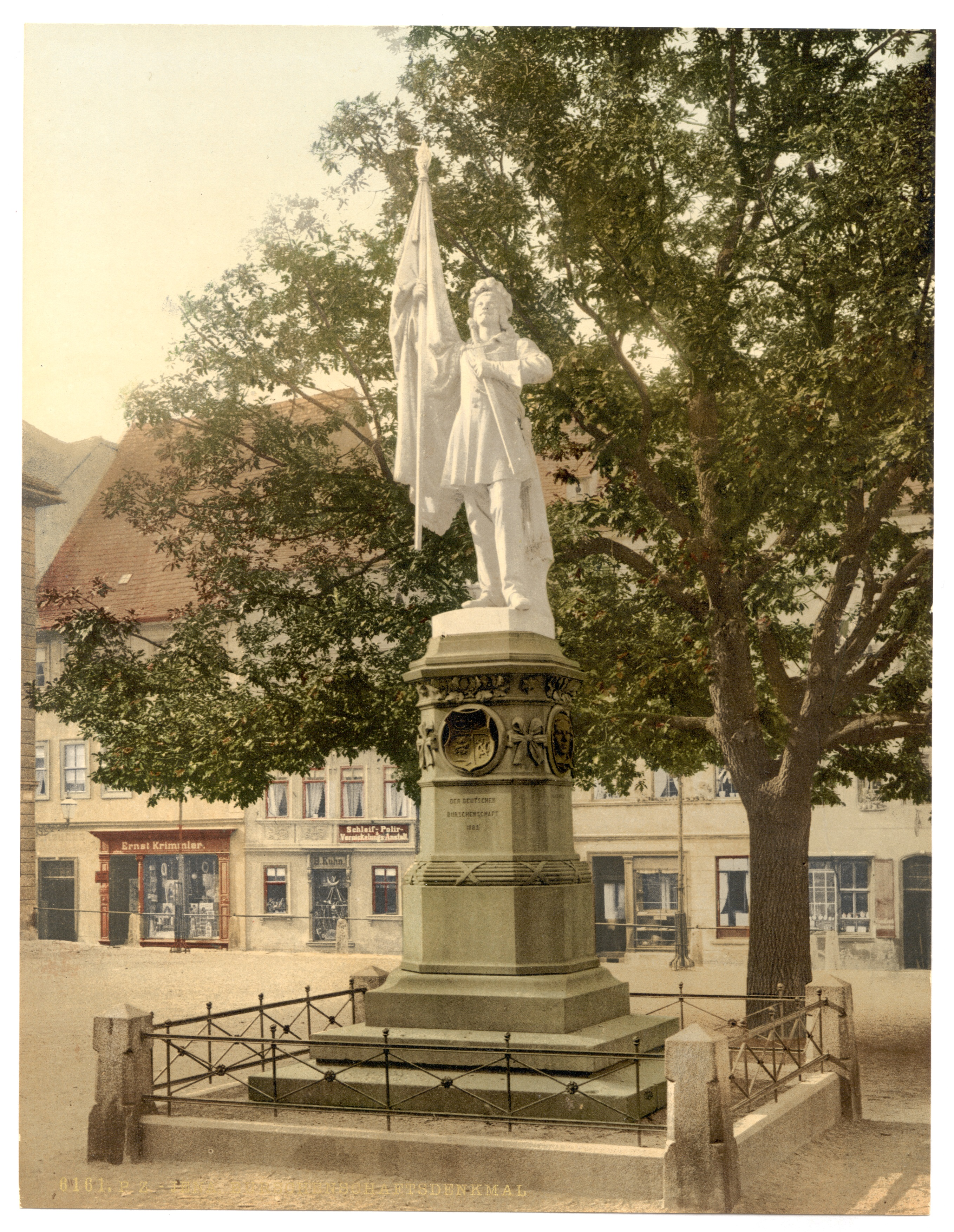
Burschenschaftsdenkmal vor der Burschenschaftseiche auf dem historischen Eichplatz, um 1900

Anlässlich der Feier des 50. Jubiläums des Wartburgfestes kam 1867 erstmals der Gedanke auf, dem kurz zuvor verstorbenen Karl Hermann Scheidler ein Grabdenkmal zu setzen. Nach der Reichseinigung 1871 und dem Tod auch der anderen beiden Mitbegründer, änderten sich die Denkmalspläne ab 1873 dahingehend, dass nicht mehr nur Scheidler, sondern auch Riemann und Horn, sowie der Burschenschaft selbst ein Denkmal gesetzt werden sollte. Da zu dieser Zeit kein einheitlicher burschenschaftlicher Verband existierte, wurde in Jena ein Komitee gegründet, um die Planung und das Sammeln von Spenden voranzubringen. Diesem gehörten angesehene alte Burschenschafter aus Jena und Umgebung sowie Vertreter der Jenaer Burschenschaften an. Es beauftragt den Bildhauer Adolf von Donndorf aus Weimar mit der Ausführung. Als Standort war zunächst auch über die Wartburg debattiert worden, bis die Wahl auf den Eichplatz in Jena fiel, der nach der dort 1816 von Burschenschaftern gepflanzten Eiche benannt war.
Im Jahr 1947 wurde das Denkmal entfernt und eingelagert. Seit 1951 steht es vor dem Hauptgebäude der Universität am Fürstengraben. Bei der Restaurierung 1997/98 erhielt das Denkmal eine Antigraffiti-Beschichtung. Im Oktober 2009 stiftete die Deutsche Burschenschaft eine Fotoeinhausung, die das Denkmal in der kalten Jahreszeit von November bis April schützen sollte.
Während eines Burschentags in Eisenach beschmutzten unbekannte Täter in der Nacht vom 16. zum 17. Juni 2011 das Denkmal großflächig mit grüner Dispersionsfarbe. Diese zog in den Stein ein und konnte auch durch aufwendige Verfahren nicht völlig beseitigt werden. Der auch durch Witterungseinflüsse beschädigte „Urbursche“ gehört nach Meinung von Restauratoren in Zukunft in einen Innenraum. Auch auf Grund der Gesamthöhe von sechs Metern ließ sich aber keine geeignete Räumlichkeit finden. Auch nach Abschluss der Sanierung im Jahr 2016 blieb das Denkmal eingehaust.

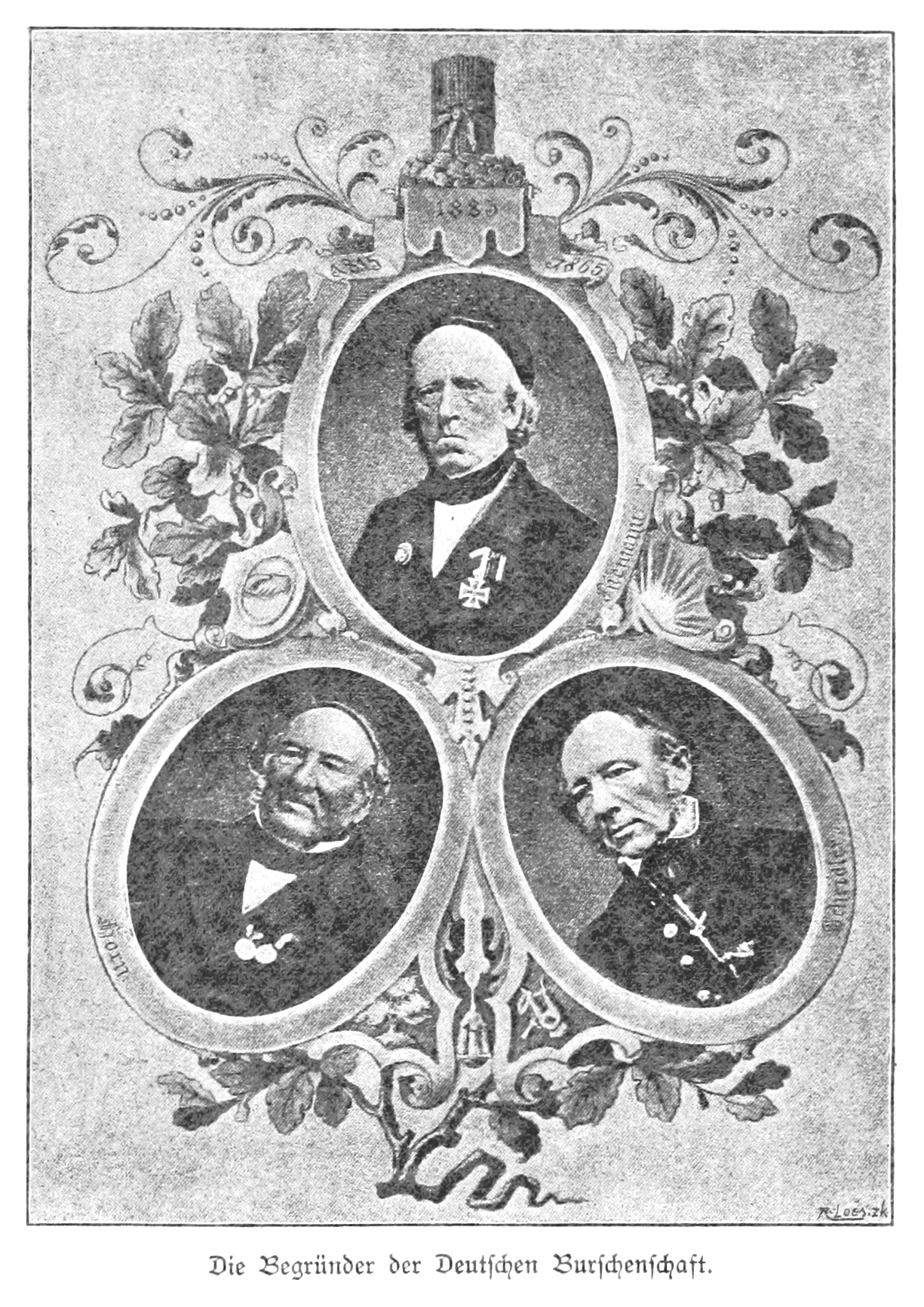
„Die Begründer der Deutschen Burschenschaft“: Riemann, Horn, Scheidler (1883)
Feierlichkeiten am Denkmal auf dem Eichplatz (1908)
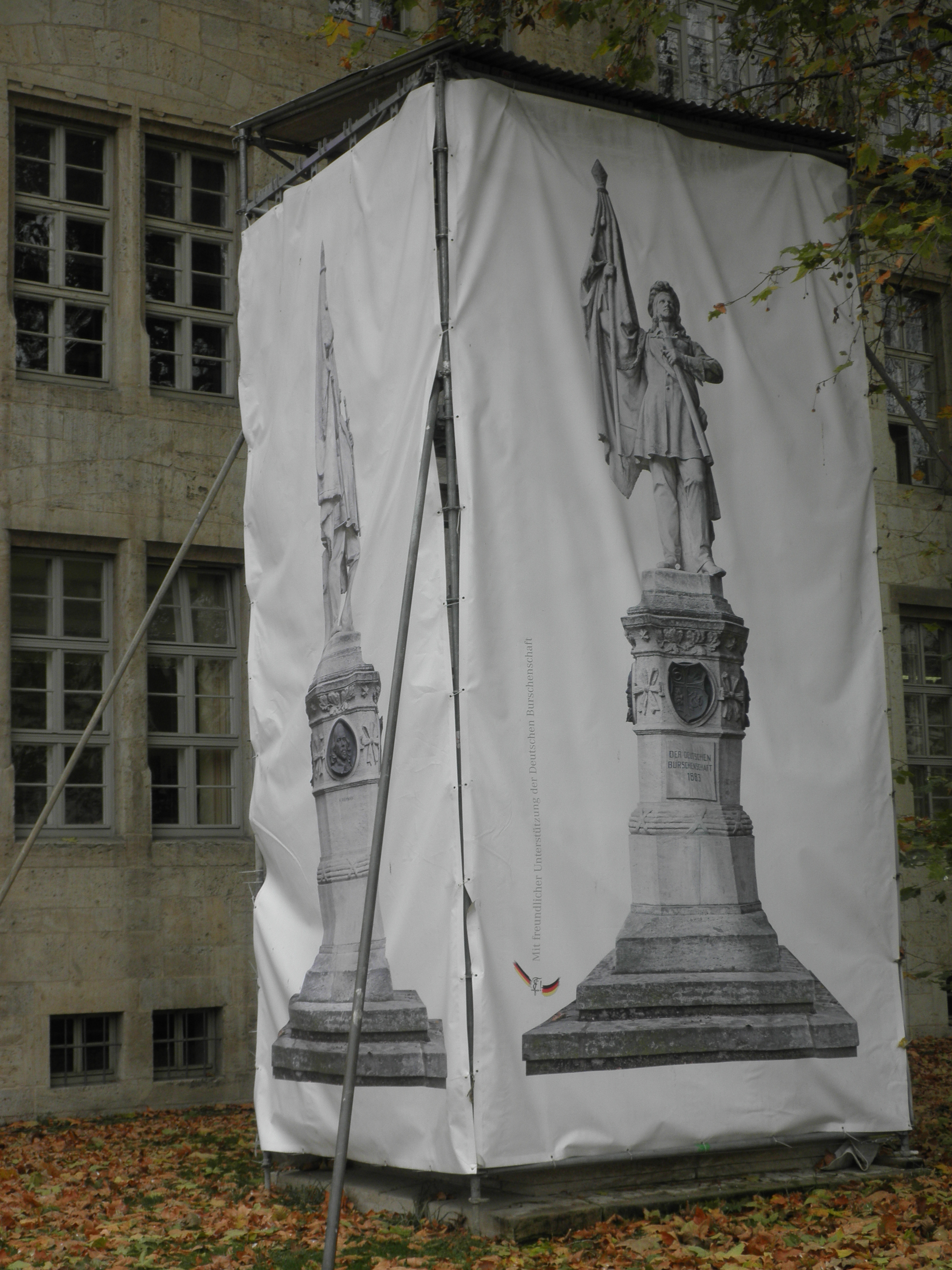
Fotoeinhausung des Denkmals (2013)